# Rabínův kocour
Rabínův kocour (v originále Le Chat du rabbin) je francouzský animovaný film z roku 2011, který režírovali Joann Sfar a Antoine Delesvaux podle komiksu Joanna Sfara. Hlavní postavou je kocour rabína z Alžíru, který se poté, co sní papouška, naučí mluvit a rozhodne se podstoupit bar micva. Film je vyroben tradiční 2D animací, ale využívá technologii 3D. Snímek měl světovou premiéru dne 1. června 2011.

## Ocenění
- Festival animovaných filmů v Annecy: cena Fondation Gan, křišťálová cena za nejlepší celovečerní film
- César: nejlepší animovaný film